# Nothomiza peralba
Nothomiza peralba är en fjärilsart som beskrevs av Swinhoe 1894. Nothomiza peralba ingår i släktet Nothomiza och familjen mätare. Inga underarter finns listade i Catalogue of Life.